# Kouriah
Kouriah est l'une des trois sous-préfecture de la préfecture de Coyah en Guinée maritime. Son histoire est liée à son évolution socio-politico-économique de sa préfecture et de la Guinée entière.